# Upplands runinskrifter 1115
Upplands runinskrifter 1115 är en försvunnen vikingatida runsten som funnits i Norrby, Skuttunge socken och Uppsala kommun. Stenen är omkring 1,70 meter hög och 1,10 meter bred.

## Inskriften
Translitterering av runraden:
[huitr ok| |karl ouk ulf l...u ...ris...]
Normalisering till runsvenska:
Hvitr ok Karl ok Ulf(?) l[et]u ...
Översättning till nusvenska:
Vit och Karl och Ulv(?) läto ...